# Francis Richards (Segler)
Francis Ashburner Richards (* 22. Februar 1880 in Boston; † 13. Juni 1961 in Gosport) war ein britischer Segler.

## Erfolge
Francis Richards nahm an den Olympischen Spielen 1920 in Antwerpen mit dem 18-Fuß-Dinghy Brat als deren Skipper teil, zu deren Crew noch Thomas Hedberg gehörte. Als einziges Boot seiner Klasse, das am Wettbewerb teilnahm, genügte der Brat bei den Wettfahrten lediglich das Erreichen des Ziels. Da jedoch schon bei der ersten Wettfahrt keine Zieleinfahrt gelang und die Brat bei keinen weiteren Wettfahrten startete, galt die Vergabe der Goldmedaille als umstritten, denn Richards und Hedberg wurden im offiziellen Bericht der Spiele nicht genannt. Sowohl der Weltverband als auch das IOC führen jedoch Richards und Hedberg als Olympiasieger.